# Edward Wilber Berry
Pour les articles homonymes, voir Berry (homonymie).
Edward Wilber Berry est un paléontologue et un botaniste américain, né le 10 février 1875 à Newark et mort le 20 septembre 1945 à Stonington.

## Biographie
Il est le fils d’Abijah Conger Berry et d’Anna née Wilber. De 1890 à 1897, il travaille dans une compagnie de production de coton. De 1897 à 1905, il possède et dirige le Passaic Daily News du New Jersey. Il se marie le 12 avril 1898 avec Mary Willard ; deux fils naîtront de cette union, dont le paléontologue Edward Willard Berry (1900-?).
En 1906, il devient assistant au département de géologie de l’université Johns-Hopkins de Baltimore. En 1908, il est instructeur de paléontologie,  en 1910, professeur associé de paléobotanique, en 1917, professeur, fonction qu’il conserve jusqu’en 1943. Il est doyen de l’université de 1929 à 1942. Il conduit plusieurs expéditions notamment dans les Andes et au Venezuela.
Berry est membre de nombreuses sociétés savantes : National Academy of Sciences (élu en 1922), Paleontological Society of America (qu’il dirige en 1924), Geological Society of America (qu’il dirige en 1945).

## Œuvres
Il est l’auteur de plus de 500 articles en paléontologie mais aussi en géologie et en biologie.
Il a notamment publié :
- The Upper Cretaceous and Eocene Floras of South Carolina and Georgia, Washington, 1914, US Geological Survey Professional Paper 84, 200 p.
- The Lower Eocene Floras of Southeastern North America, Washington, 1916, US Geological Survey Professional Paper 91, 481 p.
- Paleobotany : A Sketch of the Origin and Evolution of Floras, Smithsonian Report for 1920, No. 2563, p. 289-407.